# Широківська сільська рада (Василівський район)
| Широківська сільська рада — колишній орган місцевого самоврядування у Василівському районі Запорізької області з адміністративним центром у с. Широке. Сільській раді підпорядковані населені пункти: - с. Широке - с. Грозове - с. Коновалова - с. Переможне - с. Тернувате - с. Долинка |

## Склад ради
Рада складається з 16 депутатів та голови.

## Керівний склад сільської ради
| ПІБ                               | Основні відомості                                                                                     | Дата обрання | Дата звільнення |
| --------------------------------- | --- | ------------ | --------------- |
| Соколовський Анатолій Миколайович | Сільський голова, 1954 року народження, освіта, член Соціал-демократичної партії України (об'єднаної) | 26.03.2006   | 31.10.2010      |
| Соколовський Анатолій Миколайович | Сільський голова, 1954 року народження, освіта середня спеціальна, член Партії регіонів               | 31.10.2010   |                 |

Примітка: таблиця складена за даними джерела